# Nazr Mohammed
Nazr Tahiru Mohammed (n. 5 septembrie 1977, Chicago, Illinois, SUA) este un fost baschetbalist american, care a jucat la mai multe echipe în NBA. Acesta are origini din Ghana. Fratele său, Alhaji, a jucat în România.